# Sebastián Miranda
Sebastián Miguel Miranda Córdova (* 26. August 1980 in Las Condes) ist ein ehemaliger chilenischer Fußballspieler.

## Karriere

### Unión Española
1996 wechselte Miranda in die Jugendmannschaft von Unión Española, von wo aus er 1998 zum ersten Mal in der ersten Mannschaft eingesetzt wurde. Zu Beginn der Saison 1999 wurde der bisherige Trainer von Española, Guillermo Yávar, durch Juvenal Olmos ersetzt. Dieser lieh Miranda an den Drittligisten Deportivo Ñublense aus, damit dieser Praxiserfahrung sammeln konnte. Erst 2001 erreichte Miranda den Status eines Stammspielers und wurde regelmäßig eingesetzt.
Während der Apertura 2005 war Miranda einer der Führungsspieler der Mannschaft. Im selben Jahr wurde er für die Rückrunde der Saison 2005/2006 an Red Bull Salzburg ausgeliehen, konnte dort allerdings nur vier Ligaspiele absolvieren und blieb hinter den Erwartungen der Salzburger zurück. 2006 wechselte er nach Abschluss der Apentura zu CD Universidad Católica.

### Universidad Católica
Nach seinem Wechsel zu Católica stand er bei den ersten 11 Spielen in der Clausura 2006 auf dem Platz. Aufgrund einer Knieverletzung musste er die folgenden neun Monate pausieren. Erst während der Clausura 2007 kehrte wieder auf dem Platz zurück und konnte noch 11 Einsätze absolvieren. Nachdem Universidad Católica in den Play-offs ausgeschieden war, verließ er den Verein.

### Rückkehr zu Española
Nach der Saison 2007 kehrte Miranda zu Unión Española zurück, wurde Stammspieler in der Verteidigung und zum Kapitän der Mannschaft ernannt. Hier blieb er bis zum Ende der Saison 2010. Insgesamt kam Miranda in 88 Ligaspielen für Española zum Einsatz.

### Columbus Crew
Zur Saison 2011 wechselte Miranda zur Columbus Crew in die nordamerikanische Major League Soccer. Sein erstes Spiel für Columbus absolvierte er am 22. Februar 2011 in der CONCACAF Champions League Viertelfinalspiel gegen Real Salt Lake. Sein erster Einsatz in einem Ligaspiel war am 19. März im Spiel gegen DC United. Insgesamt lief er in 67 Ligaspielen während der Regular Season sowie einem Play-off-Spiel für Columbus auf. Er erzielte ein Tor. Mit Ende der Saison 2012 verließ er Columbus.

### Rückkehr nach Chile
Zur Saison 2013 kehrte Miranda in die chilenische Liga zurück. Zunächst unterschrieb er einen Vertrag bei Everton de Viña del Mar, wo er in 14 Ligaspielen zum Einsatz kam. 2013 wechselte er einmal mehr zu Unión Española. Hier absolvierte er bis 2014 weitere 21 Ligaspiele. Anschließend beendete Miranda seine Karriere.